# Musik ska byggas utav glädje
"Musik ska byggas utav glädje" är en sång med text av Björn Barlach och Åke Cato, och musik av Lill Lindfors. Den spelades in av henne på albumet Du är det varmaste jag har 1978, producerat av Anders Burman. Sången testades på Svensktoppen, där den låg i fyra veckor under perioden 8–29 oktober 1978, med sjundeplats som högsta placering. Den spelades 2002 även in som instrumental cover av Johan Stengård på albumet Det vackraste.
Lill Lindfors spelade även in den med en engelsk text av Susanne Wigforss, "My Joy is Building Bricks of Music". Hon sjöng även den versionen då hon ledde programmet vid Eurovision Song Contest 1985.